# Stéphane Pannemaker
Stéphane Pannemaker, né à Schaerbeek (Bruxelles) le 24 février 1847 et mort à Issy-les-Moulineaux le 8 mars 1930, est un  artiste peintre et graveur sur bois français.

## Biographie
Il est le fils de François Pannemaker, lui-même graveur.
De Bruxelles, la famille Pannemaker s'installe à Paris en 1855, François Pannemaker devient professeur de gravure sur bois à l'École impériale de dessin. Sous la direction de son père, en 1861, Stéphane Pannemaker commence à graver après avoir été formé par Lecoq de Boisbaudran à l'art du dessin. 
Il collabore au Magasin pittoresque et, à partir de 1874, à L’Illustration. À partir de 1880, il enseigne la gravure sur bois aux Beaux-arts de Paris et à l’école Estienne. Il devient membre de la Société des artistes français en 1883 et expose donc au Salon des artistes français où il reçoit plusieurs prix. Il obtient un grand prix à l'Exposition universelle de Paris de 1889.
Il interprète en autres Jules Breton,  Charles Chaplin, Carolus Duran, Jean-Jacques Henner, Jean-Paul Laurens... La photo-mécanisation des procédés de gravure, vers 1900, l'oblige à réduire sa production.
Chevalier de la Légion d'honneur en 1881, il meurt, dans un certain dénuement, le 8 mars 1930 à Issy-les-Moulineaux,.

## Élèves
- Émile Boizot
- Jules Germain
- Georges Hourriez
- Valentin Le Campion
- Herbert Lespinasse (avant 1910)[5]
- Malo-Renault

## Œuvre

### Quelques gravures sur bois
Stéphane grave sur bois d'abord en société avec son père. Puis, il réalise seul des travaux dont des illustrations d'après Gustave Doré. 

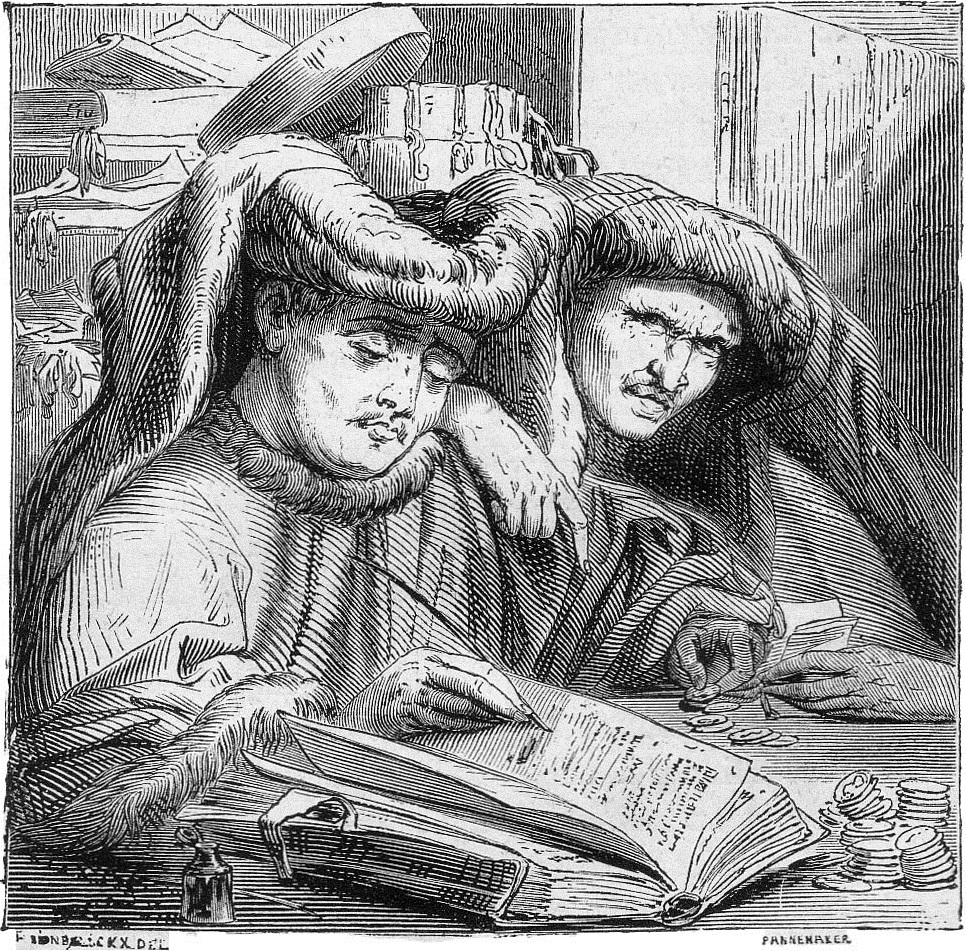
Pannemaker père et fils, d'après Henri Hendrickx (1817-1894), vers 1874.
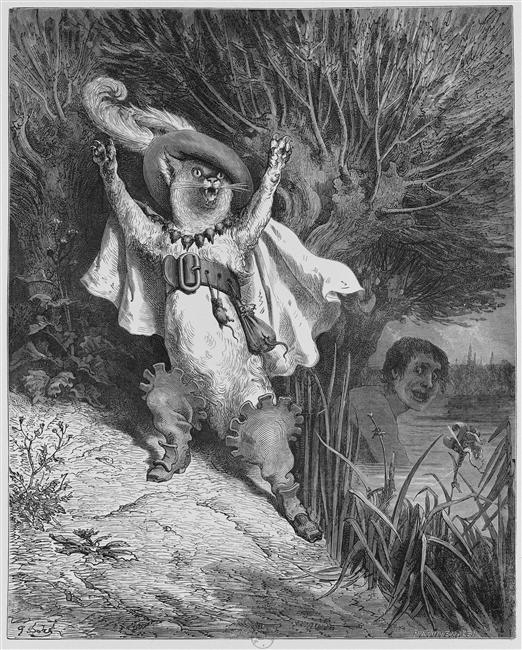
Illustration pour Le Chat Botté, issu des contes de Perraut, d'après Gustave Doré.
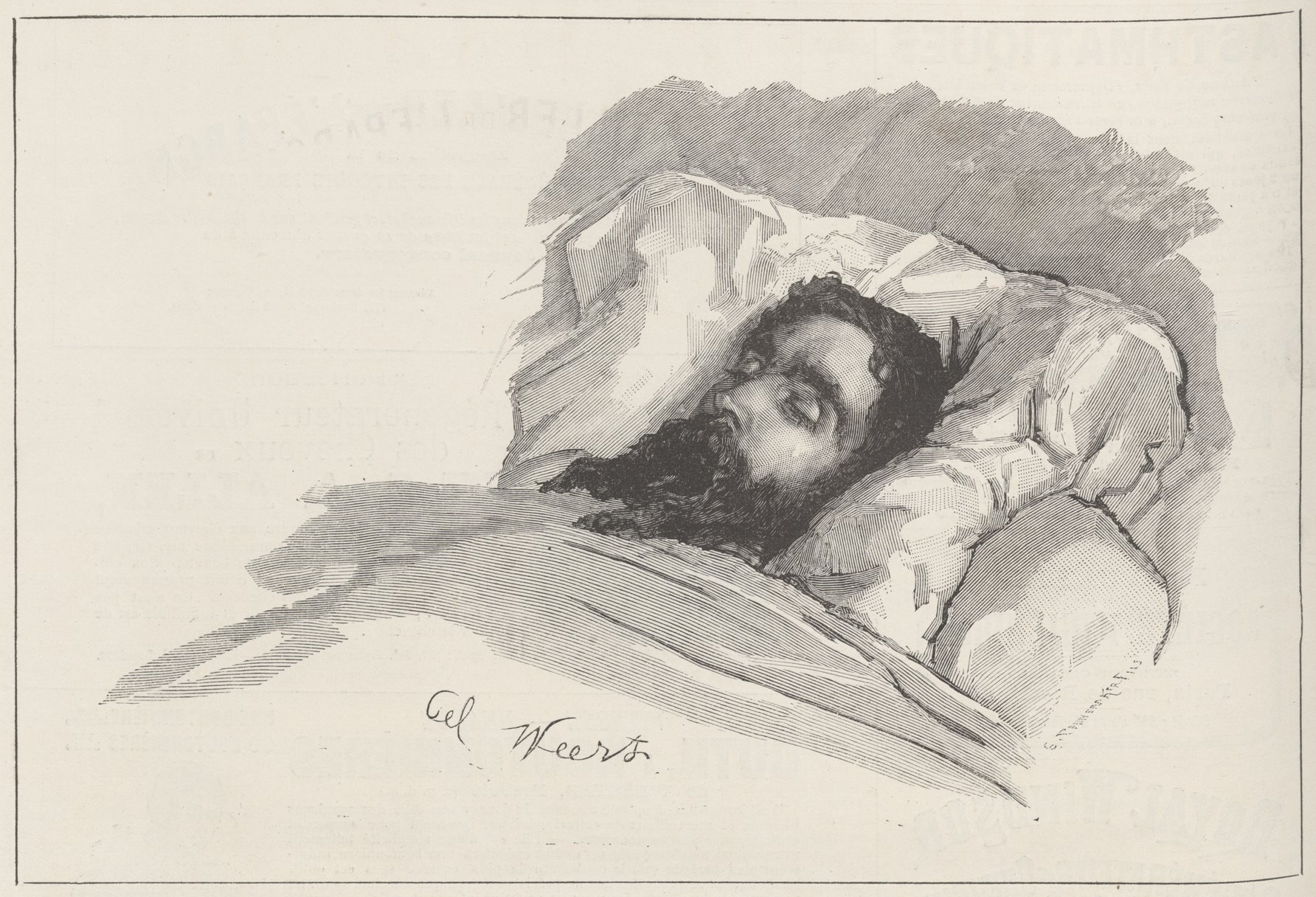
Maurice Vallette sur son lit de mort, d'après un dessin de Jean-Joseph Weerts.
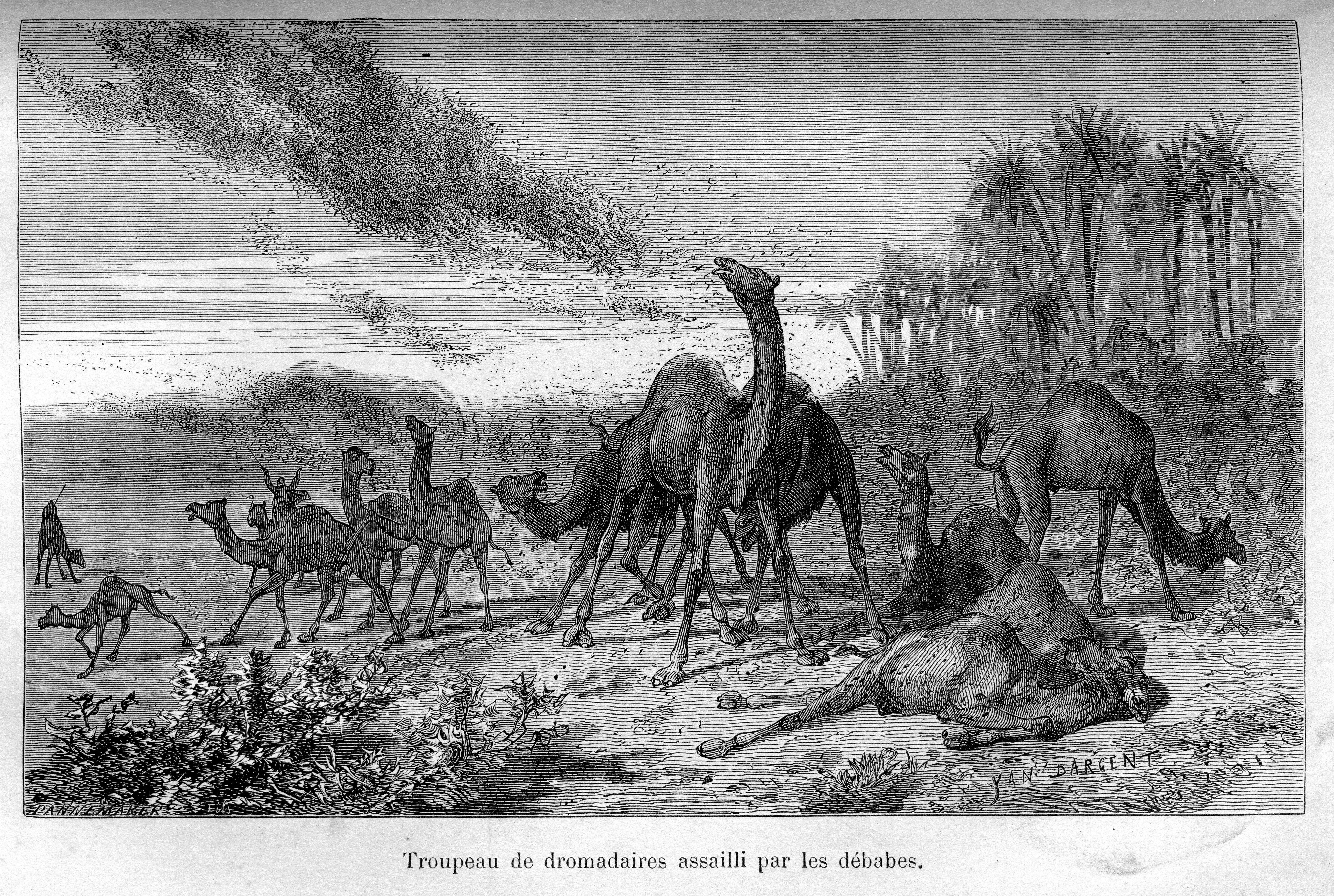
Illustration pour Nos ennemis d'Arthur Mangin, avec Yan Dargent.

### Livre illustré
- Les enfants du capitaine Grant [Texte imprimé] : voyage autour du monde / par Jules Verne ; illustrés... par Riou ; gravées par Stéphane Pannemaker[6],  Paris : J. Hetzel et Cie, [1863].